# Négligence (droit)
Pour les articles homonymes, voir Négligence.

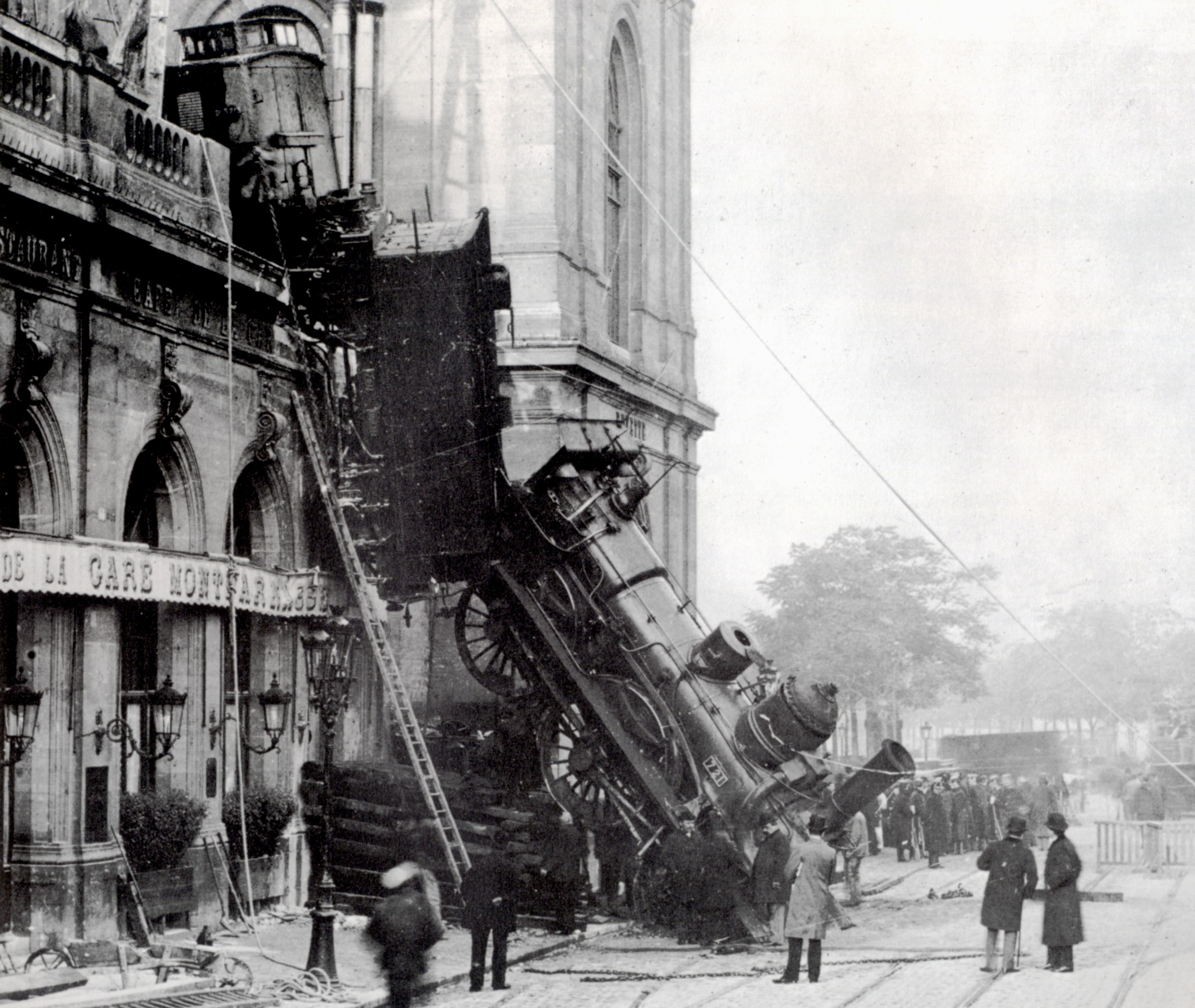
L'accident d'un train Granville-Paris en 1895

La négligence est un concept légal habituellement employé par un tribunal pour obtenir des dommages-intérêts dans le cas d'accidents et de blessures ou séquelles sur la santé, et depuis peu en cas de dommage environnemental.

## Droit par pays

### Canada

#### Droit pénal
En droit pénal canadien, on distingue entre la négligence simple, la négligence pénale et négligence criminelle. La négligence simple est applicable aux infractions réglementaires d'imprudence. La négligence pénale, applicable à la conduite dangereuse (art. 320.13 C.cr.), dénote une mens rea objective d'écart marqué par rapport à la conduite d'une personne raisonnable placée dans les mêmes circonstances, tandis que la négligence criminelle (art. 219 C.cr.) dénote une mens rea d'écart marqué et important par rapport à la conduite d'une personne raisonnable placée dans les mêmes circonstances. Il est donc plus difficile de prouver la négligence criminelle que de prouver la négligence pénale car l'écart face à la norme de conduite est plus important dans la négligence criminelle.
La négligence criminelle est une cause possible d'homicide coupable, d'après l'art. 222 (5) C.cr. , elle entre donc dans la compréhension de ce qu'est l'homicide involontaire coupable.

#### Droit civil québécois
En droit civil québécois, la responsabilité extracontractuelle est à l'article 1457 du Code civil du Québec. Dans le régime extracontractuel, la faute peut être une faute subjective ou une faute objective. La faute objective est celle où une personne échoue le test de la personne raisonnable placée dans la même situation, ce qui englobe les situations de négligence.

#### Common law
En common law canadienne, le délit civil de négligence (anglais : tort of negligence) est prouvé en fonction d'une série de critères : l'obligation de diligence, la norme de diligence qu'aurait respecté une personne raisonnable, la prévibilité raisonnable au moment de l'incident, ainsi que le lien de causalité. Les pertes sont établies selon le fardeau de preuve de la balance des probabilités.

### Suisse
Selon le Code pénal suisse : « Agit par négligence quiconque, par une imprévoyance coupable, commet un crime ou un délit sans se rendre compte des conséquences de son acte ou sans en tenir compte. L’imprévoyance est coupable quand l’auteur n’a pas usé des précautions commandées par les circonstances et par sa situation personnelle ».